# SA-1 (Apollo)
Il Saturn SA-1 (chiamato anche Apollo SA-1 Test Flight) è il primo volo di collaudo del razzo vettore Saturn I nell'ambito del programma statunitense Apollo.

## Scopi del lancio
L'SA-1 è stato il primo lancio del Saturn I, il primo della famiglia di razzi Saturn. Il volo aveva come scopo principale collaudare l'aerodinamica e la resistenza strutturale del primo stadio (S-1) del Saturn I tramite un volo suborbitale. Gli altri due stadi superiori erano fittizi e furono riempiti d'acqua per simulare il peso dei veri stadi che successivamente sarebbero stati impiegati. In quegli anni la NASA non aveva ancora deciso di collaudare tutti i vari stadi del razzo in un unico lancio, ma aveva pianificato di testare ogni singolo stadio con lanci separati.
L'SA-1 fu un incremento notevole in termini di dimensioni e potenza rispetto a tutti gli altri lanci fatti fino ad allora dagli USA, era infatti tre volte più alto, richiese sei volte più carburante ed aveva una potenza di spinta dieci volte superiore rispetto al Jupiter-C il razzo che nel 1958 portò in orbita il primo satellite artificiale americano, l'Explorer 1.

## Collegamenti esterni

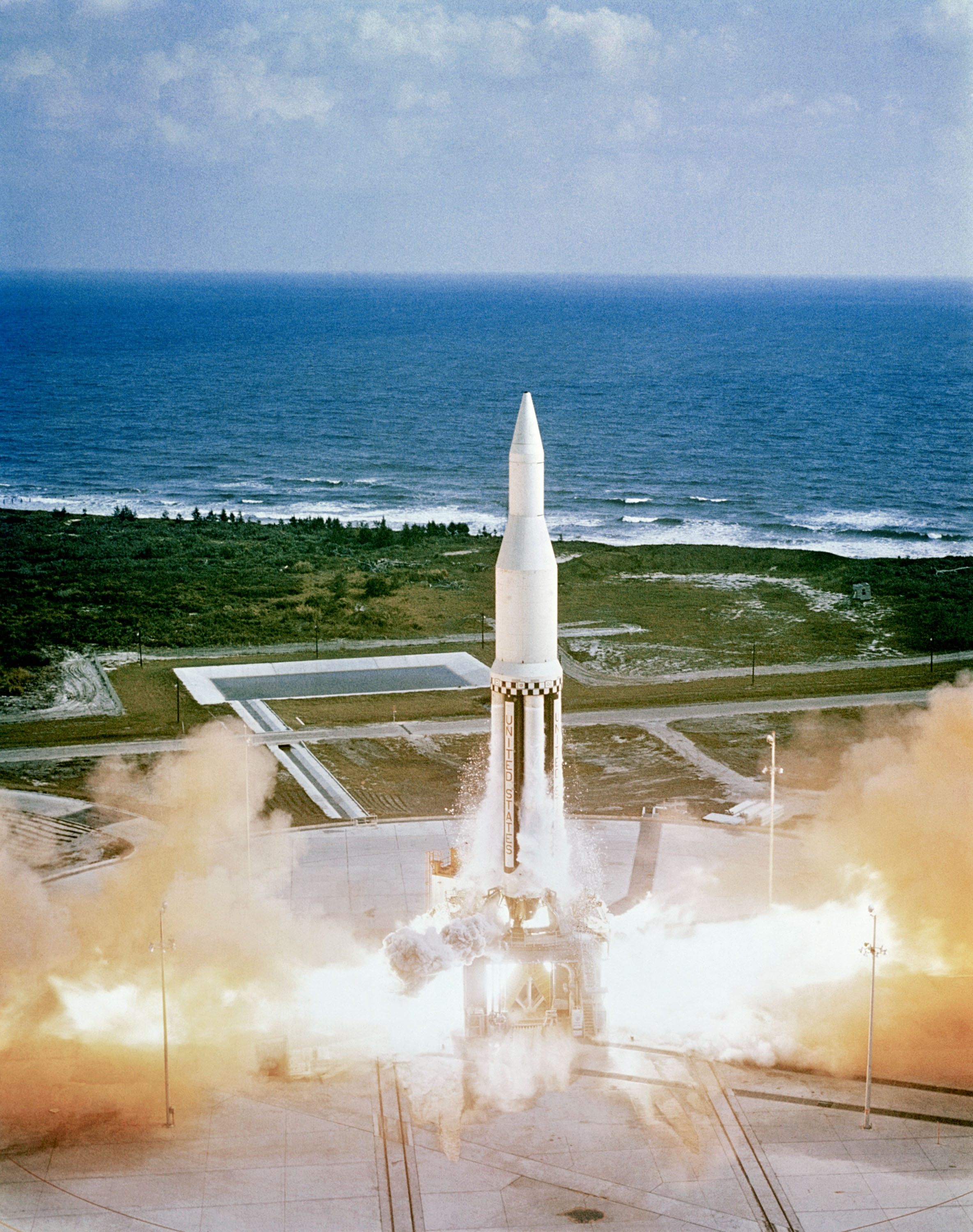
lancio